# Jacques Oudin
Jacques Oudin (ur. 7 października 1939 w Annam, zm. 20 marca 2020 w Paryżu) – francuski polityk, członek Senatu Francji w latach 1986–2004, reprezentujący departament Wandea. Był absolwentem HEC Paris, Sciences Po i ENA.
Zmarł na COVID-19.

## Odznaczenia
- Kawaler Orderu Narodowego Legii Honorowej
- Oficer Orderu Narodowego Zasługi
- Kawaler Orderu Zasługi Rolniczej
- Kawaler Orderu Palm Akademickich